# 山田壮太郎
山田 壮太郎（やまだ そうたろう、1985年8月7日 - ）は、日本の陸上競技選手、男子砲丸投元日本記録保持者。

## 経歴
兵庫県出身。中学から陸上競技を始め、砲丸投の世界に入った。柏原高等学校では砲丸投と合わせてやり投に取り組んだ。結果は予選敗退であったが、3年時に2種目でインターハイ出場を果たしている。法政大学入学後は砲丸投に専念、着実に力をつけて2008年9月の第77回日本学生陸上競技対校選手権大会で優勝を果たした。山田は大学時代に、短距離走の選手が行なうハードル練習を取り入れて投擲に必要な股関節周りの強化を図った。合わせて腹筋・背筋の強化を行なうなど、バランスを重視した強化を行ない記録を伸ばしている。
2009年6月、山田は第93回日本陸上競技選手権大会に出場した。1投目から17m81を投げて優位に立つと5投目に18m47を記録、勝負を決めて大会初優勝を飾った。10月の第64回国民体育大会では6投目に18m64を記録して優勝を飾った。自身の予想をも超える投擲となり、畑瀬聡が2006年7月に樹立した日本記録18m56を更新する新記録となった。11月には第18回アジア陸上競技選手権大会に出場し11位の成績を残した。
2010年から2013年3月まで富士通に所属。2010年6月、連覇がかかる第94回日本選手権は最終6投目に17m88を記録して3位に入った。7月のトワイライトゲームスでは優勝、2010年日本ランキング1位となる18m51をはじめ18m台の記録を連発した。10月の第65回国民体育大会では5投目に18m04を記録したが2位となった。

## 主な戦績
| 年度 | 大会名                                   | 順位 | 記録  | 備考       |
| ---- | ---------------------------------------- | ---- | ----- | ---------- |
| 2005 | 第74回日本学生陸上競技対校選手権大会     | 11位 | 14m93 |            |
| 2006 | 第75回日本学生陸上競技対校選手権大会     | 4位  | 16m35 |            |
| 2006 | 第90回日本陸上競技選手権大会             | 8位  | 15m98 |            |
| 2007 | 第91回日本陸上競技選手権大会             | 7位  | 16m28 |            |
| 2007 | 第76回日本学生陸上競技対校選手権大会     | 3位  | 16m50 |            |
| 2008 | 第92回日本陸上競技選手権大会             | 4位  | 16m92 |            |
| 2008 | 第77回日本学生陸上競技対校選手権大会     | 優勝 | 17m52 |            |
| 2009 | 第43回織田幹雄記念国際陸上競技大会       | 優勝 | 18m13 |            |
| 2009 | 第93回日本陸上競技選手権大会             | 優勝 | 18m47 |            |
| 2009 | 第78回日本学生陸上競技対校選手権大会     | 優勝 | 17m70 |            |
| 2009 | スーパー陸上                             | 5位  | 17m65 |            |
| 2009 | 第64回国民体育大会                       | 優勝 | 18m64 | 日本新記録 |
| 2009 | 群馬リレーカーニバル                     | 優勝 | 18m03 |            |
| 2009 | 第18回アジア陸上競技選手権大会           | 11位 | 17m57 |            |
| 2010 | 国際グランプリ陸上大阪大会               | 6位  | 16m92 |            |
| 2010 | 第52回東日本実業団対抗陸上競技選手権大会 | 3位  | 16m59 |            |
| 2010 | 第94回日本陸上競技選手権大会             | 3位  | 17m88 |            |
| 2010 | トワイライトゲームス                     | 優勝 | 18m51 |            |
| 2010 | スーパー陸上                             | 4位  | 17m05 |            |
| 2010 | 第58回全日本実業団対抗陸上競技選手権大会 | 優勝 | 17m42 |            |
| 2010 | 第65回国民体育大会                       | 2位  | 18m04 |            |
| 2011 | 第59回兵庫リレーカーニバル               | 優勝 | 18m32 | 大会新記録 |
| 2011 | 第53回東日本実業団対抗陸上競技選手権大会 | 優勝 | 17m66 |            |
| 2011 | 第95回日本陸上競技選手権大会             | 3位  | 17m19 |            |
| 2011 | 第19回アジア陸上競技選手権大会           | 7位  | 17m33 |            |
| 2011 | 第59回全日本実業団対抗陸上競技選手権大会 | 優勝 | 17m87 |            |
| 2012 | 第60回兵庫リレーカーニバル               | 3位  | 17m35 |            |
| 2012 | 第96回日本陸上競技選手権大会             | 6位  | 16m41 |            |
| 2013 | 第97回日本陸上競技選手権大会             | 2位  | 17m89 |            |
| 2014 | ゴールデングランプリ陸上                 | 7位  | 16m51 |            |
| 2014 | 第98回日本陸上競技選手権大会             | 2位  | 17m64 |            |

## 記録
- 砲丸投 - 18m64（2009年10月5日第64回国民体育大会6投目） 日本記録（当時）